# Óscar Gugliotta
Óscar Gugliotta (Santo Domingo, 3 gennaio 1982) è un ex cestista dominicano con cittadinanza italiana.